# Indalmus graphicus
Indalmus graphicus es una especie de coleóptero de la familia Endomychidae.

## Distribución geográfica
Habita en Gambia y Camerún.